# Polska na Halowych Mistrzostwach Europy w Lekkoatletyce 1996
Polska na Halowych Mistrzostwach Europy w Lekkoatletyce 1996 – reprezentacja Polski podczas zawodów w Sztokholmie zdobyła trzy medale.

## Wyniki reprezentantów Polski

### Mężczyźni
- bieg na 200 m
  - Robert Maćkowiak odpadł w eliminacjach (dyskwalifikacja)
- bieg na 800 m
  - Wojciech Kałdowski zajął 3. miejsce
- bieg na 1500 m
  - Radosław Świć odpadł w eliminacjach
- bieg na 60 m przez płotki
  - Artur Kohutek odpadł w półfinale
- skok wzwyż
  - Jarosław Kotewicz zajął 5. miejsce
- skok w dal
  - Dariusz Bontruk odpadł w kwalifikacjach
- siedmiobój
  - Sebastian Chmara zajął 4. miejsce

### Kobiety
- bieg na 1500 m
  - Małgorzata Rydz zajęła 3. miejsce
- bieg na 60 m przez płotki
  - Anna Leszczyńska odpadła w eliminacjach
- skok wzwyż
  - Donata Jancewicz zajęła 10. miejsce
- skok w dal
  - Dorota Brodowska odpadła w kwalifikacjach
- pięciobój
  - Urszula Włodarczyk zajęła 2. miejsce